# Hubert Gorbach
Hubert Gorbach (Frastanz, Vorarlberg, Àustria 1956) fou vicecanceller d'Àustria i ministre de Transport, Innovació i Tecnologia en el segon govern de Schüssel, entre el 2003 i el 2007. Fou militant del Partit Liberal d'Àustria (FPÖ), però el 2005 s'integrà dins el nou partit escindit per Jörg Haider, l'Aliança per al Futur d'Àustria (BZÖ).

## Biografia
Va néixer el 27 de juliol de 1956 a Frastanz a la regió del Vorarlberg, Àustria. Va realitzar els seus estudis a la Handelsakademie de Feldkirch (Vorarlberg), on es graduà el 1977.
Després Gorbach s'especialitzà en la indústria tèxtil, i allà ocupà càrrecs de Gerent d'Exportacions, Gerent General, i també fou membre del consell executiu de diverses empreses tèxtils.
Va començar la seva vida política com a militant de les joventuts del Partit Liberal d'Àustria (Ring Freiheitlicher Jugend Österreich, RFJÖ), més tard ingressà al partit.
Fou vicepresident del FPÖ al Districte de Feldkirch, president federal de les joventuts del partit, i finalment president del FPÖ a Vorarlberg.
Fou Ministre de Mecànica, Elèctrònica, telefèrics i tecnologia dels ascensors, gestió de residus, construcció de carreteres, construcció d'edificis, aigua i construcció de terres amb finalitats comercials de Vorarlberg (1994-2003) i Landeshauptmannstellvertreter (Vicepresident del govern) de Vorarlberg entre 2000 i 2003.
El 28 de febrer de 2003, el Canceller Wolfgang Schüssel el nomenà Ministre Federal de Transport, Innovació i Tecnologia, llavors Gorbach deixà els càrrecs a Vorarlberg.

## Vice Canceller d'Àustria (2003-2007)
Després de la dimissió del Vicecanceller Herbert Haupt, el 21 d'octubre de 2003 Schüssel el nomenà Vicecanceller i el renovà com a ministre federal.
L'11 d'abril de 2005, en ple mandat, deixà el FPÖ i ingressà al nou partit foundat per Jörg Haider, l'Aliança per al Futur d'Àustria (BZÖ).
L'11 de gener de 2007 deixà el càrrec a Werner Faymann després que el seu partit tan sols obtingués 7 diputats a les eleccions de 2006.

## Retirada de la política
Després de la sortida del govern, Gorbach deixà també els càrrecs del partit i passà a l'empresa privada, formant la seva pròpia firma d'una consultoria.